# Oto Nemsadze
Oto Nemsadze (født 19. juni 1989) er en georgisk sanger. Han skal repræsentere sit land ved Eurovision Song Contest 2019 med sangen "Sul tsin iare". Han vandt rettigheden ved at vinde Georgian Idol den 3. marts 2019. Men han kvalificerede sig ikke til finalen.